# Iain MacDonald-Smith
Iain Somerled MacDonald-Smith, né le 3 mai 1945 à Oxford, est un marin britannique.
Il participe à deux reprises aux Jeux olympiques. En 1968, à Mexico, il s'impose largement aux côtés de Rodney Pattison en Flying Dutchman, devant les équipages ouest-allemand et brésilien. Sur les sept courses, l'équipage britannique termine cinq fois premier et deux fois second. En 1969 à Naples et en 1970 à Adélaïde, MacDonald-Smith et Pattison sont champions du monde.
Iain MacDonald-Smith n'est que remplaçant aux Jeux de 1972, à Munich. Il est par contre sélectionné pour ceux de Montréal, en 1976, mais en Soling. Il ne parvient pas à monter sur le podium, contrairement à son ancien partenaire, Rodney Pattison, qui se classe second en Flying Dutchman aux côtés de Julian Brooke-Houghton.
Ancien élève de Marlborough College et Selwyn College (Cambridge), Iain MacDonald-Smith a fait carrière dans le domaine juridique.